# Кведарнское староство
Кве́дарнское староство (лит. Kvėdarnos seniūnija) — одно из 14 староств Шилальского района, Таурагского уезда Литвы. Административный центр — местечко Кведарна.

## География
Расположено на западе Литвы, в западной части Шилальского района, на Западно-Жямайтском плато.
Граничит с Жадейкяйским староством на востоке, Тракседским — на юго-востоке, Паюрисским — на юге, Тяняняйским — на юге и юго-западе, Швекшнским староством Шилутского района — на западе, Юдренайским староством Клайпедского района — на северо-западе, и Ретавским староством Ретавского самоуправления — на севере.

## Население
Кведарнское староство включает в себя местечко Кведарна и 35 деревень.